# جنگ هلند و پرتغال
جنگ هلند و پرتغال از ۱۶۰۲ (میلادی) تا ۱۶۶۳ (میلادی) میان نیروهای نظامی هلند تحت لوای کمپانی هند شرقی هلند و کمپانی هند غربی هلند با امپراتوری پرتغال درگرفت. درگیری با حمله کمپانی‌های هلندی به نوآبادهای پرتغال آغاز شد.

در نتیجه این جنگ پرتغال در جنوب آمریکا (برزیل هلندی) و آفریقا با تسخیر مجدد آنگولا پیروز شد، و هلند در شرق دور و جنوب آسیا پیروز شد. انگلیسی‌ها نیز برای جاه‌طلبی‌هایشان در شرق دور تا حد زیادی از جنگ طولانی مدت میان دو رقیب اصلی آن منطقه بهره‌مند شدند.

## معرفی
در این جنگ که از ۱۶۰۲ تا ۱۶۶۳ میلادی در جریان بود، اگرچه رقابت اصلی میان پرتغال و هلند بود، اما کشورهای دیگری هم درگیر بودند. پس از اتحادیه ایبری در سال ۱۵۸۰، پرتغال در بیش‌تر این دوره زیر فرمان دودمان هابسبورگ اسپانیا بود، و هابسبورگ اسپانیا، فلیپه دوم، در حال مقابله با شورش هلند بود. فلیپه دوم در جهت تلاش برای به زانو درآوردن استان شورشی، دست هلندی‌ها را از بازار ادویه در لیسبون کوتاه کرد. این کار سبب شد که هلندها برای گرفتن منابع این محصولات و بدست گرفتن بازار ادویه هند به آن مناطق بروند.
هلند مانند فرانسه و انگلستان، برای ایجاد یک شبکه تجارت جهانی که به زیان پادشاهی ایبری بود کار می‌کرد. هلند به بسیاری از مناطق آسیا که تحت حکومت پرتغالی‌ها و اسپانیایی‌ها بودند از جمله فورموسا، سیلان، فیلیپین، و تجارت با ژاپن، آفریقا (منا)، و جنوب آمریکا حمله کرد. اگرچه پرتغالی‌ها قادر نبودند که تمام جزیره سیلان را بگیرند، با این حال آنها قادر بودند که مناطق ساحلی سیلان را برای مدت قابل توجهی تحت کنترل خود درآورند.

## آسیا
جنگ بین متصرفات فیلیپس و دیگر کشورها منجر به زوال امپراتوری پرتغال شد، به عنوان مثال پرتغال هرمز را از دست داد و به دست انگلیس افتاد، اما امپراتوری هلندی ذی‌نفع اصلی در این ماجرا بود.